# Bitácora del USS Utah de abril 1914
La Bitácora del USS Utah es un documento importante para la historia de Veracruz en 1914.
El original se encuentra en los Archivos Nacionales y Administración de Documentos de los Estados Unidos.
Este buque de guerra estadounidense participó en la Ocupación estadounidense de Veracruz de 1914.

## 21 de abril
BITÁCORA DEL USS UTAH DEL 21 DE ABRIL DE 1914
Al mando del capitán de fragata A.J. Cone, Armada de EUA, martes 21 de abril de 1914.
Registro de eventos diversos del día

### Comienza y hasta las 4 a.m.
- [Nota de WKBC: Poco después de media noche, el USS Utah recibió órdenes del almirante Fletcher, de salir y encontrarse con el Ypiranga, que venía hacia Veracruz desde La Habana.]

- Comprometimos calderas como sigue:

# 5 a las 12:30;
# 6 a las 12:25;
# 9 a la 1:00;
#10 a la 1:00;
#11 a la 1:00;
#12 a las 12:53.
- Levantamos las válvulas de seguridad en estas calderas a las 12:11.
- A las 12:39, probamos las máquinas principales y las máquinas del timón.
- A las 12:48 [¿recogimos?] el ancla de estribor a 30 brazas y levantamos el ancla de babor.
- A la 1:14 [...] el comandante al mando, incrementamos la velocidad a 12 nudos y 176 revoluciones.
- A las 2:00 fijamos el curso a 70° (verdadero).
- A las 3:30 cambiamos el curso a 260° (verdadero). Presión promedio 187.5. Revoluciones promedio 156.3.

### 4 a.m. a 8 a.m.
- Navegamos con 10 calderas en servicio a 12 nudos velocidad estándar en curso 260° (verdadero).
- A las 5:08 cambiamos curso a 180° (verdadero) y avanzamos a 2/3 de velocidad.
- A las 5:21 cambiamos curso a 70° (verdadero).
- A las 5:50 avistamos faro […] cambiamos curso a 100° (verdadero).
- A las 6:00 cambiamos curso a 70° (verdadero) con velocidad estándar.
- A las 7:05 cambiamos curso a 270° (verdadero) a 2/3 la velocidad.
- A las 7:50 avistamos barco de vapor al frente. Presión promedio 198. Revoluciones promedio 170.7

### 8 a.m. a la Meridiana
- Navegamos como antes en curso 270° (verdadero), 12 nudos velocidad normal.
- A las 8:45 tocamos convocatoria para la fuerza de desembarco, totalmente equipada.
- Navegamos en varios cursos hacia el Puerto de Veracruz y fondeamos en el sitio #2 a 11 brazas de agua con 60 brazas de cadenas en la ancla de babor a las 9:55.
- El Comandante visitó oficialmente al Comandante en Jefe de los Escuadrones Desplegados.
- A las 10:50 el buque México de la Ward Line salió del puerto interior y ancló afuera.
- Harley O.B. (marinero); Ausland J. Z. (marinero) fueron liberados de prisión en solitario y reincorporados por orden del Comandante.
- A las 9:50 desconectamos las calderas #5 y #6.
- A las 10:00 dejamos que se apagara el fuego de las calderas #10 y #11.
- A las 10:30 encendimos fuego en las calderas #5, 6, 8, 11, 12.
- A las 11:00 la Compañía Octava, Primer Regimiento Provisional, Segunda Base de Avanzada, Infantería de Marina de EE. UU. (excepto el soldado Darnell, S. J.), se unió a la fuerza de desembarco del USS Florida, entró a la bahía interior y desembarcó en Veracruz, acompañada por el Mayor G. C. Reid, USMAC.
- A las 11:25 activamos el vapor para las máquinas del timón y motores de anclas.

### Medio Día a 4 p.m.
- A las 12:15 recibimos órdenes para enviar a tierra a las fuerzas de desembarco.
- A la 1:12 la fuerza de desembarco se puso en camino. El Teniente de Navío G. W. S. Castle, U.S.N. al mando.
- Enviamos al refugiado H. O. Hanson, que estaba a bordo, al buque México, de la Ward Line, por orden del Comandante en Jefe de los Escuadrones Desplegados.
- El barco de vapor alemán Ypiranga, con cargamento de armamento para el gobierno federal de México llegó y soltó anclas a unas 500 yardas al [oeste?] del Utah.
- El Teniente L R. Leahy, U.S.N. lo abordó e informó al Capitán a nombre del Comandante en Jefe de los Escuadrones Desplegados, sobre la condición del puerto de Veracruz; específicamente, que ha tomado posesión de la Aduana por órdenes de Washington y que están ocurriendo disparos en el puerto, que lo hace inseguro para entrar.
- El Capitán del Ypiranga voluntariamente le presentó al oficial que lo abordó una lista del armamento que trae a bordo.
- A las 2:20 enviamos detalles especiales con respecto a [formas de?] desembarque con [2200…] [cajas?] de armamento.
- Maniobramos las máquinas de 2:48 a 2:58 mientras que [cambiamos] el anclaje a 100 yardas más alejados del Florida.
- Gilbert, J. A. fue traído de regreso desde la fuerza de desembarque en tierra, con herida de bala en la cabeza.
- Artilleros en sus puestos de combate con dos rondas de municiones.
- Llegó un velero de tres mástiles a las 3:05.

### 4 p.m. a 8 p.m.
- A las 4:00 desconectamos la caldera #12.
- A las 4:15 el HMS Berwick zarpó y tomó rumbo hacia el sureste.
- Velero de tres mástiles avistado, moviéndose hacia uno y otro lado, se mantuvo al sur.
- A las 5:00 los restos de Daniel Aloysius Haggerty, soldado de USMC de la 8a Compañía, 1.er Regimiento Provisional, 2a Base Avanzada, fueron traídos a bordo, muerto en acción en la costa.
- Rickert, E. G. (Elec.1-cl), fue traído a bordo con herida de bala en la mano izquierda.
- A las 5:29 cambiamos de lugar de atraque y anclamos a las 5:39 con 60 brazas fuera del puerto y con un ancla en 8-3/4 brazas de agua.
- Lecturas de Anclaje:- Benito Juárez, 255-1/2º (verdadero); faro del arrecife de Blanquilla, 312º (verdadero).
- A las 7:08 encendimos los reflectores #7 y #8 hacia la playa, a la izquierda del faro Benito Juárez.
- Se envió al Alférez J. H. Falge, USN, a solicitar al vapor alemán Ypiranga, y a ordenarle al vapor México que cambiaran su lugar de atraque.
- A las 7:00 se avistó un buque de guerra[2] de EE. UU. llegando desde el norte.
- A las 7:55 zarpó el buque [carbonero] USNA Jason.

### 8 p.m. a Media Noche
- A las 8:00 el carbonero Jason cambió lugar de atraque, al sur del USS Florida.
- A las 8:30 el USS San Francisco, llegó y ancló en la parte interna de la bahía a las 8:50.
- El Cirujano J. M. Brister, USN, fue al USS Prairie a ayudar.
- A las 10:40 se vio llegar al USS Chester.
- El Capellán W. H. I. Reaney, USN dirigió oraciones por los muertos.
- Disparos esporádicos continuaron en la ciudad.
- A las 11:30 el vapor México salió..

## Abril 22

### Comienza y hasta las 4:00 a.m.
- A la espera, con vapor en ocho calderas, torpedo … batería lista para la acción y dos rondas de municiones en […]
- Reflectores activados […] y apuntados a  [acciones?]. rompeolas […] del puerto interior.
- A las 12:15 el vapor “México” de la Ward Line […] hacia el sur del USS Florida
- A las 12:25 el USNA […] hacia el sur del arrecife Anegada.
- A las 12:30 el USS Arkansas […] la Flota del Atlántico
- A la 1:00 Vulcan se movió hacia el […] del USS Florida.
- A las 2:00 la Flota del Atlántico […] del USS Arkansas Insignia, y South Carolina, Vermont, New Hampshire y New Jersey entraron y […].
- A las 2:30 enviamos cañones de campo de 3” [3 pulgadas] y 75 rondas de municiones de 3” […] de munición para fusil, a tierra, al Muelle #4 (Muelle de la Terminal) en el [cat?] siendo remolcado por el 2° vapor (¿“picket boat”?]
- A las 3:00 enviamos raciones de comida […] al Muelle #4.
- [firma] (GHF) Ensign US Navy

### 4:00 a8:00 a. m.
- USS Minnesota llegó y ancló a una milla [hacia el este?]
- USS Vermont se mantuvo afuera y vigiló la entrada a […] y estuvo al mando del puente en tierra [?].
- USS Hancock, USNA […] un buque mercante sueco entró al puerto y ancló como a […].
- Ypiranga cambió de ubicación [de anclaje].
- El vapor mexicano Ramón Corral […] dentro del rompeolas a las 7:30.
- A las 7:30 el crucero español Carlos V [se puso?] en movimiento.
- Soltamos a I.J. Kimble (O.S.) de su encierro y [lo asignamos?] a su deber, por orden del Comandante.
- [Firma] (JHF) Ensign, U.S. Navy

### 8:00 al Meridiano
- A las 8:05 el crucero español Carlos V ancló al este del […]
- Ontario y Sonora llegaron y anclaron a las 8:45
- A las 8:25 el Carlos V disparó un saludo de 13 cañonazos a lo que el USS Florida respondió con un saludo de 7 cañonazos.
- Enviamos 250 galones de agua fresca a tierra […] batallón.
- A las 8:40 un vapor mexicano llegó.
- A las 9:00 el noruego Hankon [SS Haakon VII] salió de la bahía y ancló.
- A continuación, hombres del USS New Hampshire fueron traídos a bordo a las 9:00.
- Fischer E.C. (OS) [….] en acción;

y Benson, L. (OS), Firth, Harry (OS), Conrad, G.H. [(O.S.)] heridos en acción en tierra;
- también Wilcox, C.C. (Sea) del [USS South] Carolina herido en acción en tierra.
- A las 9:35 buque de la Ward Line [Esperanza?] se puso en movimiento, salió y ancló cerca del USS […] a las 9:50
- A las 10:06 USS Michigan llegó y [ancló?].
- A las 11:50 US buque hospital Solace llegó y ancló […hacia el…] del USS Florida.
- A las 10:30 USS Chester cambió de ubicación frente a la Academia Naval, Veracruz.
- A las 10:50 USS [Sonoma?] Ontario se pusieron a un lado del USS Hancock y empezaron a embarcar.
- A las 10:51 USS Michigan cambió ubicación y ancló […] Pagador C.J. Peoples, USN, dejó el buque para servir a bordo del USS Prairie como Oficial Comisario de Brigada.

### 8:00 al Meridiano, continúa
- Disparos intensos especialmente a lo largo del malecón por la tropa de desembarco [la fuerza?] y los buques de guerra de Estados Unidos contra las fuerzas mexicanas [...].
- Los disparos prácticamente terminaron alrededor de las 10:00 y los mexicanos enviaron [bandera?] de tregua.
- Enviamos el prime bote, cargado de provisiones y agua, destinado para la fuerza de desembarque.
- Firma (EBL) Ensign, US Navy

### Meridiano a las4:00 p. m.
- El capellán Reaney dirigió servicios [religiosos] para los muertos.
- Enviamos los [siguientes:] muertos, Haggerty, D.A. (Pvt.U.S.M.C.) of 8th Company 1st Provisional Regiment, 2nd Advanced Base;  y Fischer, E.C. (C.S.) del [USS New] Hampshire;
- Heridos, Firdth, H. (C.S.) del USS New Hampshire, [fue enviado al USS] Solace.
- A las 12:30 USS Hancock terminó de desembarcar Marines usando al [Sonoma] y al Ontario.
- A la 1:05 USS Minnesota se puso en movimiento […] en el puerto interior, anclando a la 1:40
- Banderas a media asta
- Arkansas entre 1:22 y 1:40
- USS Louisiana llegó […] y ancló a las 3:15.
- Vapor británico San Eduardo […] y ancló a las 2:45.
- Carbonero Orion se colocó al lado del [USS] Arkansas a las 2:28.
- Lanchones se encargaron de transportar muertos [y seriamente] heridos al USS Solace.
- Disparos parecen haber cesado en la población.
- Firma  (ASC) Lieut.(j.g.), U.S.N

### [4:00 a] 8:00 p.m.
- A las 4:30 enviamos 1000 libras de papas a tierra, destinadas al batallón.
- 4:38 [Ontario?] salió de la bahía y ancló atrás del Florida.
- […] Vapor mexicano Tehuatepec y un remolcador mexicano, con refugiados, entraron al puerto interior, llevados por el remolcador Sonoma.
- Vapor mexicano Libertad entró al puerto interior con […]
- 5:15 El Sonoma ancló en el puerto interior.
- 5:20 Aseguramos […?] y dejamos que se apagara el fuego [de calderas] que ya no era necesario.
- Aseguramos calderas como [sigue?] # 6 a las 6:13 y # 1-2-3-4-5 a las 6:40.
- 5:50 Vapor […] salió de la bahía con refugiados a bordo y ancló.
- […] USS Michigan envió su fuerza de desembarque a tierra.
- 5:50 El cañonero [mexicano] Progresso llegó desde el norte con una fuerza [armada?] a bordo.  El Progresso fue detenido y abordado […?]  que se salió al mar, dirigiéndose al este.
- 6:40 Vapor mexicano El Gobernador entró al puerto de Veracruz.
- 7:25 […] los objetos personales del Capitán J.H.Gibbons, USN, a bordo.
- […] inspección de [almacenes?], condiciones normales. Temperaturas […] registro.
- Firma (GHF) Ensign, U.S. Navy

### [8:00 p.m.] a Media Noche.
- Préstamos al USS Solace un libro de claves de señales de radio […] [firmó de recibido] el Comandante del Solace.
- [Enviamos?] ropa funeraria de R.E. Peey, prívate, USMC [que murió en acción?] y […] D.A., prívate, USMC, al Solace.
- Firma (JHF) Ensign, U.S. Navy

## Transcripción del original (en inglés)
- Logbook of the USS Utah
- Under the Command of A.J.Cone USN
- Record of the Miscellaneous events of the day

### April 21st, 1914

#### Commences [midnight] and until 4:00 a.m.
[Note by WKBC: Shortly after midnight, the USS Utah was ordered by Admiral Fletcher to sail out and intercept the Ypiranga, which was on its way to Veracruz from Havana.]
- Committed boilers as follows:

- # 5 at 12:30
- # 6 at 12:25
- # 9 at 1:00
- #10 at 1:00
- #11 at 1:00
- #12 at 12:53

- Lifted safety valves on these boilers at 12:11
- At 12:39 tested main engines and steering engines.
- 12:48 [heaved] in to 30 fathoms starboard anchor and got up port anchor.
- 1:14 got underway and stood out, Commanding Officer at the [controls…], speed 12 Knots, [176.x] revolutions
- 2:00 Set course to 70° true.
- 3:30 Changed course to 260° true,
- Average steam [187.5],
- average revolutions [156.3]
- ( ) Lieut. US Navy

#### 4:00 to 8:00 a.m.
- Steaming under 10 boilers at 12 Knots standard speed on Course 260°(true).
- At 5:08 changed course to 180°(true) and went to 2/3 speed.
- At 5:21 changed course to 70°(true).
- At 5:50 sighted light house one point […] forward starboard beam and changed course to 100°(true).
- At 6:00 changed course to 70°(true) and standard speed.
- At 7:05 changed course to 270°(true) and 2/3 speed.
- At 7:50 sighted steamer ahead.
- Average steam […]
- Average revolutions [170.7]
- (ASC) Lieut. U.S. Navy

#### 8:00 a.m. to Meridian
- Steaming as before on course 270°(true), 12 Knots standard speed.
- 8:45 Sounded assembly for landing force, fully equipped.
- Steamed [from ...?] into Vera Cruz harbor and anchored in berth # 2 in [11] fathoms of water with 60 fathoms of chain on the port anchor at 9:55.
- At 9:55 [...] Commanding Officer called on the C. in C. [Commander in Chief] Detached Squadrons, officially.
- At 10:50 the Ward Liner “Mexico” stood out of the inner harbor […] and anchored outside.
- Hanley O.B. (Sea); Ausland J.F.; were released from solitary confinement and restored to duty by order of the Commanding Officer.
- At 9:50 disconnected boilers #5 and #6.
- At 10:00 let fires die out in boilers #10 and 11.
- 10:30 Lighted fires in boilers #5, 6, 8, 11, 12.
- 11:25 Turned steam on the steering and anchor engines.
- At 12:15 received orders to send ship’s landing force ashore.
- At 1:12 landing force shoved off; Lt. G.W.S. Castle USN, in command.
- Sent H.O. Hanson, refugee aboard this ship, to the Ward Liner “Mexico” by order of C. in C. Detached Squadrons.
- (G.H.Fort), Ensign, U.S. Navy

#### 8:00 a.m. to Meridian, continued.
- At 11:00 the Eighth Company, First Provisional Regiment, Second Advanced Base, USMC, (except Darnell, S.J., private) joined the USS Florida’s landing force, entered the inner harbor, and landed in Vera Cruz, accompanied by Major G. C. Reid, USMC.
- (GHF/ ) Ensign, US Navy

#### Meridian to 4:00 p.m.
- German steamer Ypiranga, with ammunition for the [Federal] government of Mexico, stood in and anchored about 500 yards to the [...ward?] of the Utah.
- Lieutenant R. Leahy, U.S.N., boarded her and [informed] the Captain in the name of the C. in C. Detached Squadrons, of the [condition] of the Port at Vera Cruz, namely: that he has seized the Customs [House] in obedience to orders from Washington and that firing [is presently going on] in the port, rendering it unsafe to enter.
- The Captain of the Ypiranga [voluntarily] gave to the boarding officer a list of the […] ammunitions he had on board.
- 2:20 sent in special details belonging to landing [forms] with [2200…] of ammunitions.
- Maneuvered engines from 2:48 to 2:58 while […ing] anchorage 100 yards further from Florida.

#### Meridian to 4:00 p.m., continued.
- Gilbert, J.A. (Sea) brought back from landing force on shore with gun-shot wound in the head.
- Gun crews at quarters with two rounds of ammunition.
- Three masted schooner stood in at 3:05.
- (JHF/ John H. Falge) Ensign, U.S. Navy

#### 4:00 to 8:00 p.m.
- At 4:00 disconnected boiler # 12.
- At 4:15 HMS Berwick got underway and stood out to south-eastward.
- Three masted schooner sighted standing back and forth to southward.
- At 5:00 the remains of Daniel Aloysius Haggerty, private USMC, of the 8th Company, 1st Provisional Regiment, 2nd Advanced Base, was brought on board, killed in action on shore.
- Rickerd, E.G., (Elec.1-cl.) , was brought aboard with shot wound in left hand.
- At 5:29 shifted berth and anchored at 5:39 with 60 fathoms out on port anchor in 8-3/4 fathoms water.
- Bearings of anchorage:- Benito Juárez, 255-1/2°(true); Blanquilla Reef Light, 312°(true).
- At 7:08 turned on # 7 and 8 searchlights on beach, to left of Benito Juárez Light.
- Sent Ensign J.H. Falge, USN, to request Geman Steamer “Ypiranga”, and to order the steamer “Mexico” to shift berths.
- At 7:00 sighted U.S. Man-Of-War standing in from northward.
- At 7:55 U.S.N.A. Jason underway.
- (EBL) Ensign, U.S. Navy

#### 8:00 p.m. to midnight
- At 8:00 Collier Jason shifted berth to southward of USS Florida.
- At 8:30 USS San Francisco stood in and anchored in inner harbor at 8:50.
- Surgeon J.M. Brister, U.S.N., went to USS Prairie to assist.
- At 10:40 sighted USS Chester standing in.
- Chaplain W.H.I. Reaney, U.S.N., held prayers for the dead.
- Desultory firing continued in town.

### April 22nd, 1914

#### Commences and until 4:00 a.m.
- Standing by with steam [of] eight boilers, torpedo…  battery cleared for action and two rounds of ammunition at […]
- Searchlights manned […?] and trained on [actions?]. breakwater […?] of inner harbor.
- At 12:15 the Ward Liner “Mexico” […?] to the southward of the USS Florida.
- At 12:25 the USNA […?] to southward of Anegada Reef
- At 12:30 the USS Arkansas […] the U.S. Atlantic Fleet.
- At 1:00 Vulcan shifted […?] of the USS Florida.
- At 2:00 the Atlantic Fleet […] of the USS Arkansas Flagship and South Carolina, Vermont, New Hampshire and New Jersey, stood in and […?].
- At 2:30 sent 3” field pieces and 75 rounds of 3” ammunitions […] of rifle ammunition ashore to # 4 dock in the [cat?] in tow of the 2nd steamer.
- At 3:00 sent rations […] in to # 4 dock.

- (GHF) Ensign US Navy

#### 4:00 to 8:00 a.m.
- USS Minnesota stood in and anchored one mile [eastwards?].
- USS Vermont stood out and guarded entrance to […?] and commanded bridge ashore.
- USS Hancock, USNA […?] a Swedish Merchantman entered port and anchored at about […].
- Ypiranga shifted berth.
- Mexican Steamer Ramon Corral  […] inside breakwater at 7:30.
- At 7:30 Spanish Cruiser Carlos V [got?] underway.
- Released I.J. Kimble (O.S.) from confinement and [assigned…?] him to duty by order of the Commanding Officer.

- (JHF) Ensign, U.S. Navy

#### 8:00 to Meridian
- At 8:05 Spanish Cruiser Carlos V anchored to eastward of […?] Ontario and Sonora stood in and anchored at 8:45.
- At 8:25 The Carlos V fired a salute of 13 guns which the USS Florida answered with a salute of 7 guns.
- Sent 250 gallons fresh water ashore […] battalion.
- At 8:40 Mexican steamer stood in.
- At 9:00 Norwegian […] Hankon [S/S Haakon VII] stood out at harbor and anchored.
- Fallowing (sic) USS [New ?] Hampshire Men were brought aboard at 9:00.
- Fischer E.C. (OS) [….] in action; and Benson, L. (OS), Firth, Harry (OS), Conrad, G.H. [(O.S.)?] wounded in action on shore; also Wilcox, C.C. (Sea) from [USS South?] Carolina wounded in action on shore.
- At 9:35 Ward Liner [Esperanza?] got underway stood outside and anchored near USS […?] at 9:50.
- At 10:06 USS Michigan stood in and [anchored?].
- At 11:50 U.S. Hospital ship Solace stood in and anchored […stward?] of USS Florida.
- At 10:30 USS Chester shifted berth [pos?] ition off Naval Academy, Vera Cruz.
- At 10:50 USS [Sonoma?] […] Ontario went alongside USS Hancock and began embarking
- At 10:51 USS Michigan shifted berth and anchored […?] Paymaster C.J. Peoples, USN, left ship for duty aboard [USS] Prairie as Brigade Commissary Officer.

#### 8:00 to Meridian, continued.
- Heavy firing especially along water front by landing [force?] and warships of the United States against the Mexican forces [...].
- Firing nearly ceased about 10:00 and Mexicans sent out [flag?] of truce.
- Sent 1st sailing launch in, loaded with provisions [and water?] for landing force.

- (EBL) Ensign, US Navy

#### Meridian to 4:00 p.m.
- Chaplain Reaney held services for the dead.  Sent the [following:] dead, Haggerty, D.A. (Pvt.U.S.M.C.) of 8th Company 1st Provisional Regiment, 2nd Advanced Base;  and Fischer, E.C. (C.S.) of [USS New] Hampshire;
- Wounded, Firdth, H. (C.S.) of USS New Hampshire, [was sent to USS] Solace.
- At 12:30 USS Hancock finished landing Marine using [Sonoma] and Ontario.
- At 1:05 USS Minnesota got underway […] in the inner harbor anchoring at 1:40 Colors at half-[mast…] Arkansas from 1:22 to 1:40.
- USS Louisiana stood in […] and anchored at 3:15.
- British steamer San Eduardo […] and anchored at 2:45.
- Collier Orion went alongside [USS] Arkansas at 2:28.
- Launches engaged in transferring dead [and seriously] wounded to USS Solace [hospital ship].
- Firing seemed to have ceased in town.

- (ASC) Lieut.(j.g.), U.S.N

#### [4:00 to ..?] 8:00 p.m.
- At 4:30 sent 1000 pounds potatoes ashore to batallion.
- 4:38 [Ontario?] came out of harbor and anchored astern of Florida.
- […] Mexican steamer Tehuantepec and a Mexican tug, with refugees, […] stood into the inner harbor conveyed by the tug Sonoma.
- Mexican steamer Libertad stood into the inner harbor with […]
- 5:15 The Sonoma anchored in inner harbor.
- 5:20 Secured […rines?] and let fires unnecessary die out.
- Secured boilers as [follows]

#6 at 6:13 and #1-2-3-4-5-at 6:40.
- 5:40 The steamer […] stood out of harbor with refugees aboard and anchored.
- […] USS Michigan sent her landing force ashore.
- 5:50 The [Mexican] gun boat Progresso (sic) stood in from the northward with a [armed?] force aboard her.  The Progresso (sic)  was stopped and boarded  […or?] which she put to sea, heading to the eastward.
- 6:40 The [Mexican] steamer El Gobernador stood into Vera Cruz harbor.
- 7:25 […] the personal effects of Captain J.H. Gibbons, USN aboard.

[…ily?] inspection of magazines, conditions normal. Temperatures […] record.
- (GHF) Ensign, U.S. Navy

#### [8:00 p.m.] to Midnight.
- Loaned USS Solace one service radio code signal book […ian?] was receipted for by Commanding Officer of Solace.
- […] burial clothes of R.E. Peey, private, U.S.M.C. [who was killed in action?] and […] D.A. private U.S.M.C. to Solace.

- (JHF) Ensign, U.S. Navy